# Лыковка
Лыковка — деревня в Троицком административном округе Москвы  (до 1 июля 2012 года в составе Подольского района Московской области). Входит в состав поселения Роговское.

## Население
Согласно Всероссийской переписи, в 2002 году в деревне проживало 3 человека (1 мужчина и 2 женщины). По данным на 2005 год в деревне проживал 1 человек.
| 2002 | 2006 | 2010 |
| ---- | ---- | ---- |
| 3    | ↘1   | →1   |

## Расположение
Деревня Лыковка расположена примерно в 80 км к юго-западу от центра Москвы. В 3 км восточнее деревни проходит Варшавское шоссе. Ближайший населённый пункт — деревня Васюнино. В деревне есть большой пруд.